# تدی سینکلر
ناتالیا نومی «تدی» سینکلر (به انگلیسی: Natalia Noemi "Teddy" Sinclair؛ زادهٔ ۱۵ اوت ۱۹۸۶) خواننده-ترانه‌پرداز و بازیگر بریتانیایی است. او موسیقی‌هایی را با نام‌های مستعار مختلف ضبط کرده‌است که معروف‌ترین آنها با نام‌های ناتالیا کیلز و وربالیشز می‌باشد. وی در حال حاضر خوانندهٔ اصلی گروه کرول یوث است.

## اوایل زندگی و حرفه

### ۱۹۸۶–۲۰۱۰: اوایل زندگی و آغاز حرفه
سینکلر ناتالیا نومی کاپوچینی در بردفورد، یورکشایر غربی، از پدری بریتانیایی با میراث آفریقایی-جامائیکایی و مادری اروگوئه ای به دنیا آمد، و در مدرسه گرامر دخترانه برادفورد تحصیل کرد. خانواده او در کودکی بردفورد را ترک کردند و او سال‌های اوایل زندگی خود را در رفت و آمد بین انگلیس، جامائیکا و اسپانیا گذراند.

## ترانه‌شناسی
- کمال‌گرا (۲۰۱۱)
- دردسر (۲۰۱۳)

## فیلم‌شناسی
| سال       | عنوان             | نقش       | یادداشت                            |
| --------- | ----------------- | --------- | ---------------------------------- |
| ۱۹۹۵      | صداهای جدید       | پرل       | قسمت: «گنج زاویمبی»                |
| ۲۰۰۲–۲۰۰۴ | همه چیز درباره من | سیما      | از بازیگران اصلی                   |
| ۲۰۰۳      | سانحه، کشته       | ثمینه خان | اپیزود: «این وسط با تو گیر افتاده» |
| ۲۰۰۳      | خیابان تاج گذاری  | لورا منگن | ۲ قسمت                             |
| ۲۰۰۴      | پزشکان            | هیزل پری  | قسمت: «لحظه‌ای تعیین کننده»"        |
| ۲۰۰۴      | قتل آبی           | انیسا خان | قسمت: «روابط شکننده»               |
| ۲۰۰۵      | بدون فرشته        | سوجاتا    | سری ۲ قسمت ۷                       |
| ۲۰۰۶      | شاهد ساکت         | کلی وتربی | قسمت: «ابرنواختر: بخش ۱»           |
| ۲۰۰۶      | سر خوردن          | جولی      | ۲ قسمت                             |
| ۲۰۰۷      | کیپ خشم           | کری       | قسمت: «خلبان»                      |
| ۲۰۱۵      | ایکس فاکتور       | قاضی      | سری ۲؛ استماع - نمایش‌های زنده ۱    |

### رادیو
| سال  | عنوان             | نقش       | یادداشت          |
| ---- | ----------------- | --------- | ---------------- |
| ۲۰۰۳ | هزار روز، هزار شب | جیوتی     | پخش بعد از ظهر   |
| ۲۰۰۳ | بال‌های لکه دار    | جن        | پخش بعد از ظهر   |
| ۲۰۰۳ | کمانداران         | امی فرانک | از بازیگران اصلی |

### وب
| سال  | عنوان            | نقش  | یادداشت                 |
| ---- | ---------------- | ---- | ----------------------- |
| ۲۰۱۰ | عشق، XX را می‌کشد | خودش | سریال اینترنتی؛ ۱۰ قسمت |

## تورها
| Promotional concerts - Perfectionist Promo Tour[a] (2011) - Effect Music Tour [b] (2013) - Trouble Promo Tour[c] (2013) Co-headlining tours - The Cherrytree Pop Alternative Tour[d] (2011–12) | Opening act - Kelis, Robyn – All Hearts Tour (2010) - Robyn – Body Talk Tour (2010–11) - The Black Eyed Peas – The Beginning Massive Stadium Tour (2011) - Kesha – Get Sleazy Tour (2011) - Bruno Mars – The Doo-Wops & Hooligans Tour (2011) - The Sounds – Something to Die For Tour (2011) - Katy Perry – California Dreams Tour (2011) - LMFAO – Sorry for Party Rocking Tour (2012) - Kiiara – Low Kii Savage Tour (2016) |